# Бар, Томер
Томер Бар (ивр. תומר בר‎, род. 1969, Кфар-Иехошуа, Северный округ) — израильский военный деятель, офицер Армии обороны Израиля в звании генерал-майора («Алуф»), занимающий должность командующего ВВС Израиля. Также помимо прочего, он занимал должности начальника Управления планирования и общевойскового строительства, начальника Штаба ВВС и начальника Управления воздушных операций в ВВС Израиля.

## Биография
Бар (при рождении Бар-Шира) родился и вырос в Кфар-Иехошуа, пятый из шести детей Аралы и Натана. В 1987 году он поступил на службу в Армию обороны Израиля и в 1989 году с отличием закончил курс пилотов № 119. Служил лётчиком-истребителем в 110-й, 116-й эскадрильях и других эскадрильях самолётов F-16. В 1995 году он был назначен вторым сержантом в 140-я эскадрилье. После периода учёбы в США в 1998 году он был назначен старшим лейтенантом в эскадрилью «Скорпион», а в 1999—2002 годах занимал должность начальника оперативного отдела штаба ВВС. Он переучился на самолёт F-15 Eagle и в 2002 году был назначен командиром 133-й эскадрильи на авиабазе Тель-Ноф. В 2005 году он был назначен командиром 69-й эскадрильи самолётов F-15I. Он командовал эскадрильей во время Второй Ливанской войны. Во время его пребывания в должности эскадрилья готовилась к операции по бомбардировке ядерного реактора в Сирии, хотя сама операция была проведена уже после того, как Бар закончил свои обязанности, и он был командиром квартета, участвовавшего в бомбардировке в качестве резерва. В 2007 году был назначен начальником оперативного отдела ВВС и прослужил на этой должности три года, в том числе во время операции «Литой свинец». В 2010 году был назначен командиром лётной школы, и прослужил на этой должности до 2012 года.
В феврале 2012 года был повышен до звания бригадного генерала и назначен командиром авиабазы Тель-Ноф, прошёл обучение на оператора беспилотника и командовал авиабазой во время операции «Облачный столп», которую занимал до 2014 года, когда он был назначен первым командиром Управления воздушных операций в штабе ВВС и занимал эту должность до июня 2017 года. 17 октября 2017 года назначен начальником штаба ВВС и занимал эту должность до 22 октября 2019 года, в том числе во время воздушного конфликта между Израилем,Сирией и Ираном. 18 июня 2020 года ему было присвоено звание генерал-майора, а 21 июня он вступил в должность начальника отдела планирования и общевойскового строительства Генерального штаба АОИ.
4 апреля 2022 года назначен командующим ВВС Израиля. В этой должности он руководил продолжением деятельности ВВС в Сирии и действиями ВВС в операции «Рассвет». В 2023 году ему пришлось столкнуться с протестом пилотов запаса по поводу реформы Левина, и один из лидеров протеста, полковник (в отставке) Гилад Пелед, бывший командир базы Рамат-Давид, был отстранён от резерва. В мае он командовал корпусом в операции «Щит и стрела» в Газе, которые начались с трёх параллельных целенаправленных ликвидаций высших должностных лиц палестинского «Исламского джихада».

## Личная жизнь
Бар женат на Тали и у них есть четверо детей. Он получил степень бакалавра в Монтгомери, штат Алабама, и является выпускником Колледжа национальной безопасности.

## Галерея

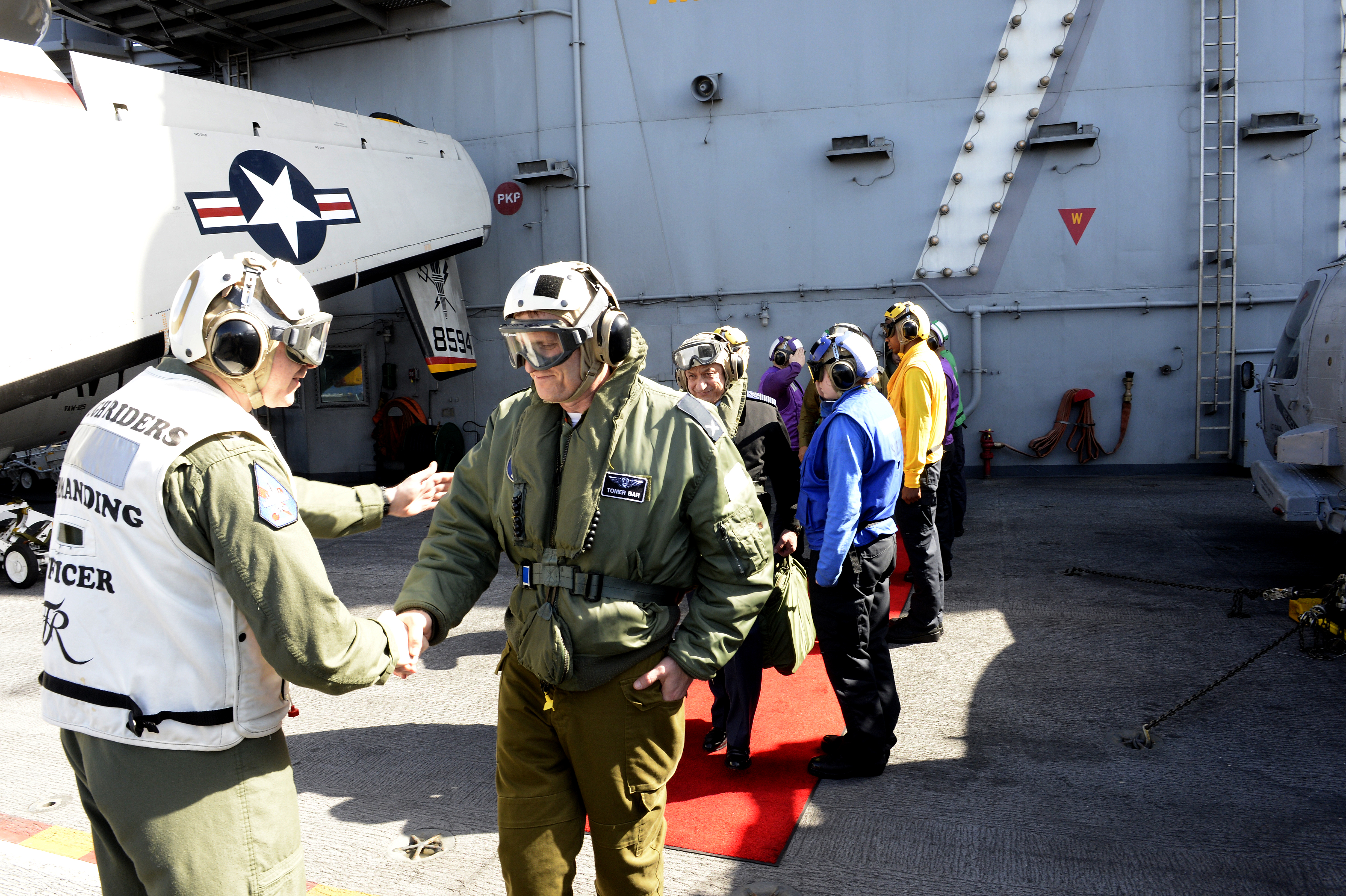
Томер Бар на авианосце «Теодор Рузвельт», апрель 2015 года
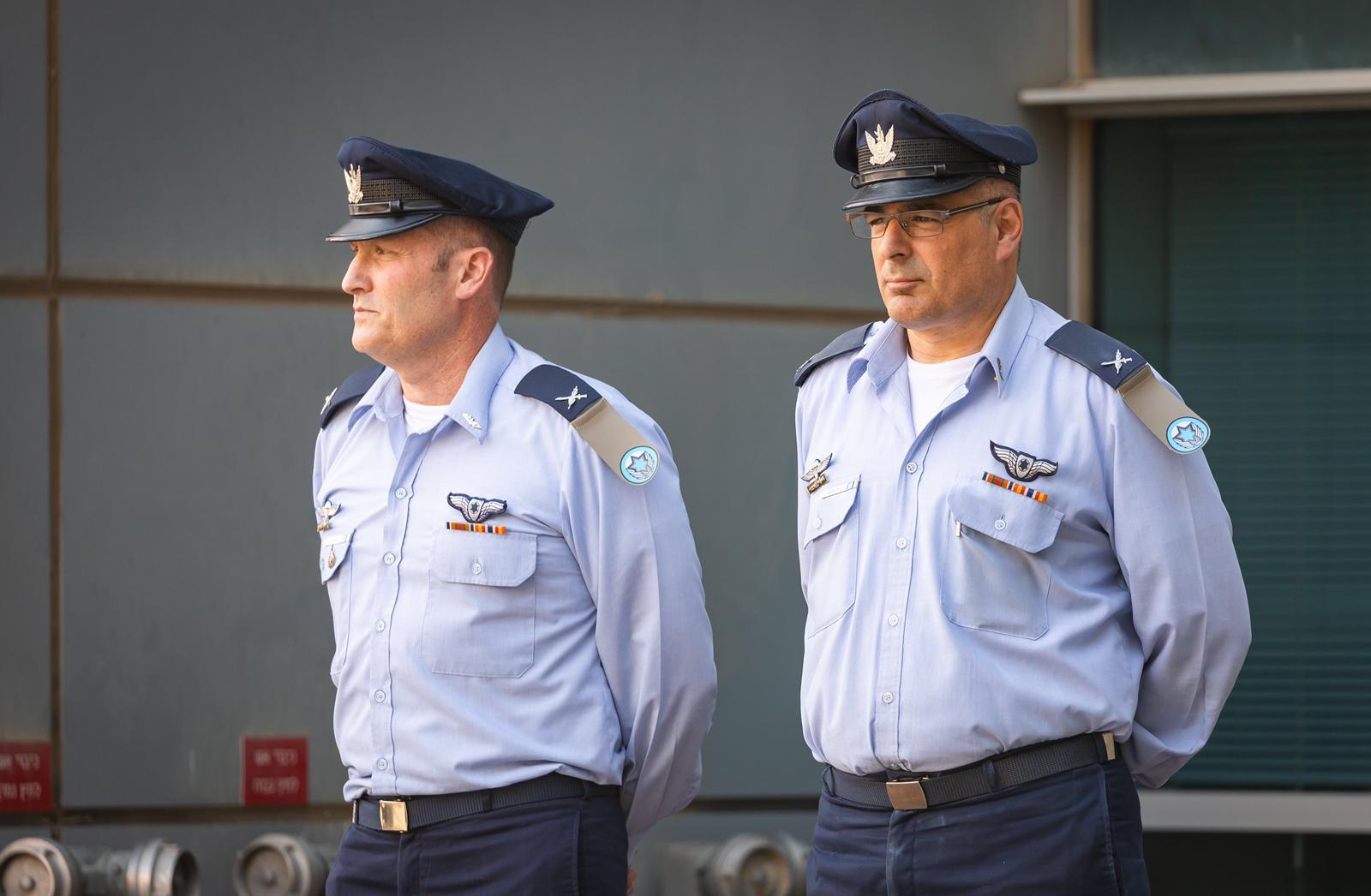
Томер Бар со сменившим его на посту начальника штаба ВВС Ниром Барканом (справа), октябрь 2019 года
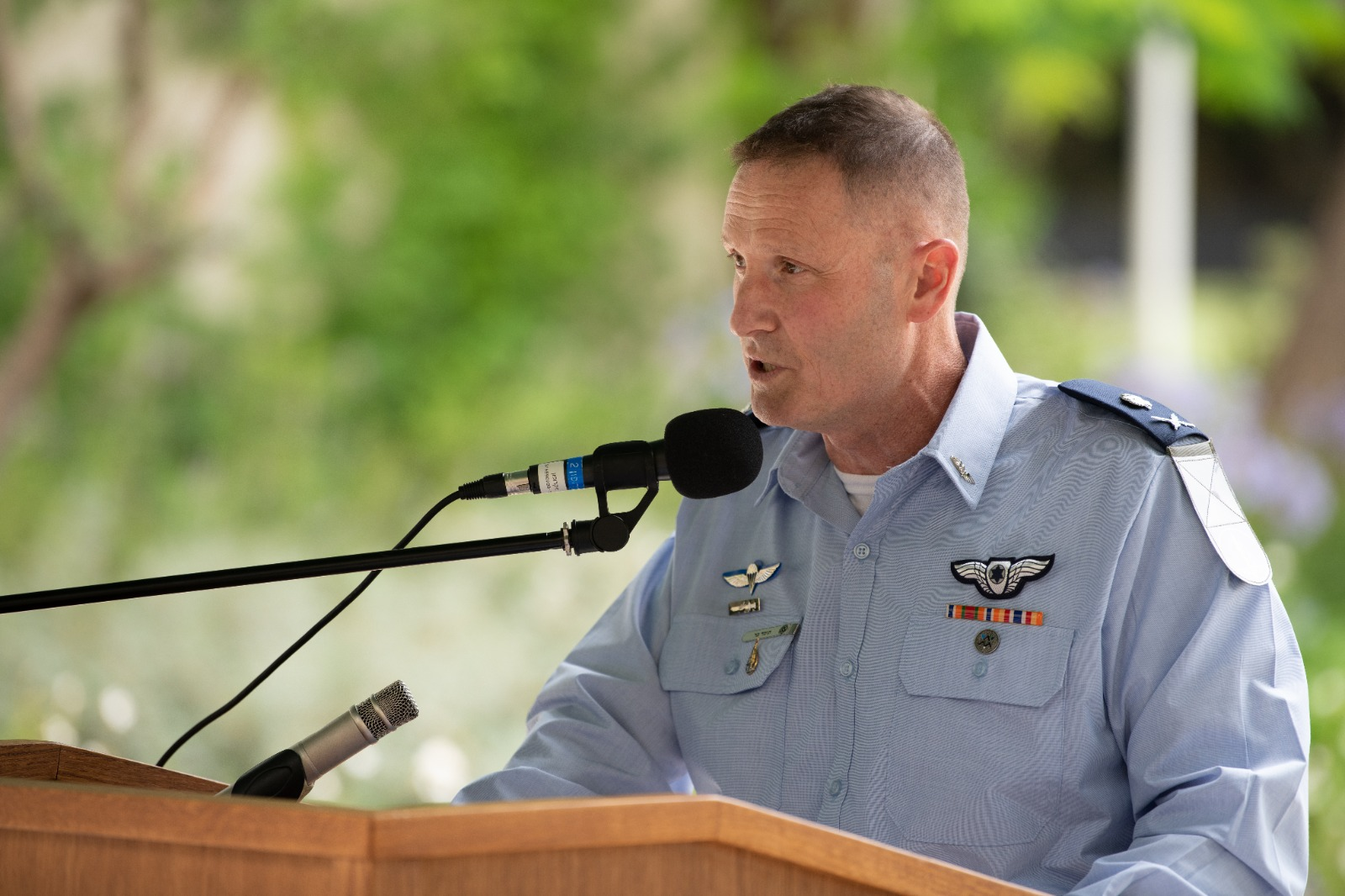
Томер Бар на церемонии присвоения ему звания генерал-майора